# Hotiza
Hotiza je naselje u slovenskoj Općini Lendavi. Hotiza se nalazi u pokrajini Prekomurju i statističkoj regiji Pomurju. 

## Povijest
Do teritorijalne reorganizacije u Sloveniji nalazila se u sastavu stare općine Lendava. Godine 2022. dodano mu je bivše naselje Brezovec, koje je ujedno i ukinuto.

## Stanovništvo
Prema popisu stanovništva iz 2002. godine naselje je imalo 777 stanovnika.